# 1er régiment de marche d'Afrique
Le 1er régiment de marche d'Afrique (1er RMA) était un régiment d'infanterie appartenant à l'Armée d'Afrique, dépendant de l'armée de terre française, en activité entre 1915 et 1919.
Composé de zouaves et de légionnaires, il a combattu durant la Première Guerre mondiale sur le front d'Orient de mars 1915 à novembre 1918 et durant la Guerre civile russe de décembre 1918 à juin 1919.

## Création et différentes dénominations

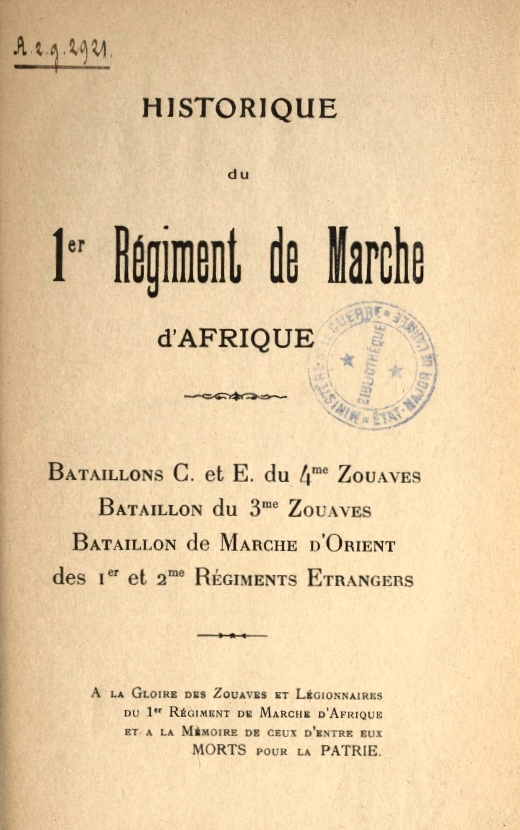
Historique du 1er RMA.

- 1er février 1915 : création du régiment de marche d'Afrique formé d'abord sous le nom de régiment d'Algérie-Tunisie avec des éléments tirés des dépôts de Tunis, Constantine, Philippeville, Sidi Bel Abbès et Oran :
  - le bataillon C du 4e régiment de zouaves : commandant Benoît
  - un bataillon du 3e régiment de zouaves sans numéro : commandant Franchot
  - un bataillon de Légion étrangère (formé avec la 1re et 3e Cie du 1er R.E et la 2e et 4e Cie du 2e R.E.) : commandant Geay.

## Chefs de corps
- 1er février 1915 : Lieutenant-colonel Desruelles, du 4e régiment de zouaves.
- 11 avril 1915 : Lieutenant-colonel Foulon.
- 5 mai 1915 : Lieutenant-colonel Niéger.
- 17 août 1915 : Lieutenant-colonel Schneider.

## Première Guerre mondiale

### Affectations
1re division d'infanterie du C.E.O.

### 1915
- 6 janvier 1915 : préparatifs à Lemnos d'une offensive dans la presqu'île de Gallipoli.
- 25 avril 1915 : Bataille des Dardanelles
- 5 mai 1915 : Combats du Kéréves Déré, puis organisation d'un secteur dans cette région.

### Pertes
D'après l'Historique du 1er régiment de Marche d'Afrique, les morts «au Champ d'honneur» comptent : 58 officiers et 2181 sous-officiers, caporaux, zouaves et légionnaires.

## Inscriptions portées sur le drapeau du régiment
Il porte, cousues en lettres d'or dans ses plis, les inscriptions suivantes :
- Kérévès-Déré 1915
- Monastir 1917

## Sources et bibliographie
- Historique du 1er régiment de marche d'Afrique : bataillons C. et E. du 4e zouaves, bataillon du 3e zouaves, bataillon de marche d'Orient des 1er et 2e régiments étrangers, Bizerte, Imprimerie française, 87 p., lire en ligne sur Gallica.